# Броцени
Броцени (произношение) (на латвийски: Brocēni) е град в западна Латвия, намиращ се в историческата област Курземе и в административния район Салдус. През 1992 Броцени получава статут на град.